# Ярмаченко, Николай Дмитриевич
Николай Дмитриевич Ярмаченко (6 сентября 1928, с. Черемошна (Киевская обл.) — 24 мая 2010) — украинский педагог, доктор педагогических наук, профессор, заслуженный деятель науки и техники Украины, академик АПН СССР (1982 г.), основатель и первый президент Академии педагогических наук Украины, один из основателей и первый президент Международной макаренковской ассоциации, член Президиума АПН СССР, специалист в области дефектологии (сурдопедагогика), а также теории и истории педагогики.

## Биография
С 1947 г. по 1951 г. обучался на дефектологическом факультете в Киевском государственном педагогическом институте им. А. М. Горького. Там же окончил аспирантуру (1954 г.) и защитил кандидатскую диссертацию (1954), а в 1969 г. — докторскую. Обе диссертации посвящены вопросам сурдопедагогики.
Заведовал кафедрой дефектологии и был проректором по учебной работе Киевского педагогического института имени А. М. Горького, директором НИИ педагогики УССР, советником Президиума АПН Украины.
Основатель создания на Украине научной школы сурдопедагогов и историков-педагогов, автор монографий, учебников, пособий по истории педагогики, психологии, социологии, дефектологии, учёбы и воспитания детей с изъянами слуха, отдельных методик преподавания общественных и естественных наук.
Значителен вклад Н. Д. Ярмаченко в макаренковедение, в том числе созданием труда «Педагогическая деятельность и творческое наследие А. С. Макаренко» (Киев, 1989). Н. Д. Ярмаченко (совм. с Г. Хиллигом (Германия) и др.) является основателем Международной макаренковской ассоциации (создана в Полтаве в 1991 г.) и её первым руководителем.
Похоронен на Берковецком кладбище.

## Основные труды

### по сурдопедагогике
- Сознание в обучении глухих учащихся (1963 г.);
- Воспитание и обучение глухих детей в Украинской ССР (1968 г.);
- Русско-украинские сурдопедагогические связи (дооктябрьский период) (1974 г.);
- История сурдопедагогики (1975 г.);
- Проблема компенсации глухоты (1976 г.)

### по методологии и теории педагогики
- Актуальные вопросы педагогической науки (1978);
- Народное образование в Украинской ССР (1979 г);
- Педагогика: Учебник для студентов пединститутов и университетов. — Киев, 1986 г.;
- Педагогическая деятельность и творческое наследие А. С. Макаренко Архивная копия от 6 марта 2016 на Wayback Machine. — Киев, 1989. ISBN 5-330-00641-4.
- Развитие народного образования и педагогической мысли на Украине (X — начало XX в.). Очерки. — Киев, 1991.
- Педагогический словарь (2001 г.) и др.

## Награды и звания
За деятельную и плодотворную работу Н. Д. Ярмаченко награждён:
- Орденом Дружбы народов (1986 г.),
- Орденом «За заслуги» III степени (1998 г.),
- рядом медалей.
- Звание «Заслуженный деятель науки и техники Украины»